# حويجة العران (الرقة)
حويجة العران قرية سورية تتبع ناحية عين عيسى في منطقة تل أبيض في محافظة الرقة. بلغ عدد سكانها 222 نسمة في عام 2004 حسب إحصاء المكتب المركزي للإحصاء.